# Joel Barlow
Joel Barlow (Redding, 24 de março de 1754 - Żarnowiec, 26 de dezembro de 1812) foi um poeta e diplomata americano e político francês. Na política, ele apoiou a Revolução Francesa e foi um ardente republicano jeffersoniano.
Trabalhou como agente do especulador americano William Duer para fundar a Scioto Company em Paris em 1788 e vender títulos sem valor para terras no Território do Noroeste, que não eram de sua propriedade. Presume-se que ele não sabia que as transações eram fraudulentas. Ele ficou em Paris, envolvendo-se na Revolução Francesa. Foi eleito para a Assembleia e recebeu cidadania francesa em 1792.
Em seu próprio tempo, Barlow ficou conhecido especialmente pelo poema épico The Columbiad, uma versão posterior da Visão de Colombo (1807).
Como cônsul americano em Argel, ele ajudou a redigir o Tratado de Trípoli em 1796, para encerrar os ataques de piratas berberes em cidades-estado do Norte da África. Ele também serviu como Ministro dos Estados Unidos na França, de 1811 até sua morte em 26 de dezembro de 1812 em Żarnowiec, Polônia.

## Biografia
Barlow nasceu em Redding, condado de Fairfield, Connecticut. Frequentou por um curto período o Dartmouth College antes de se formar no Yale College em 1778, onde continuou por dois anos como estudante de pós-graduação. Em 1778, publicou um poema antiescravidão intitulado "The Prospect of Peace".
Barlow foi um patriota fervoroso na Revolução Americana. Participou da Batalha de Long Island e serviu como capelão da 4.ª Brigada de Massachusetts de setembro de 1780 até o fim da Guerra Revolucionária. Foi um membro original da Sociedade de Cincinnati no estado de Massachusetts (e Connecticut). Foi um maçom e se tornou amigo de Thomas Paine. Em 1809, Barlow foi eleito membro da American Philosophical Society na Filadélfia.
Em 1783, Barlow mudou-se para Hartford, Connecticut. Em julho de 1784, fundou um jornal semanal chamado American Mercury, com o qual esteve ligado por um ano. Estudou direito e em 1786 foi admitido na ordem dos advogados. Em Hartford, Barlow tornou-se membro de um grupo de jovens escritores, incluindo Lemuel Hopkins, David Humphreys e John Trumbull, conhecido na história literária americana como "Hartford Wits". Contribuiu para a Anarchiad, uma série de artigos político-satíricos. Em 1787, publicou um longo e ambicioso poema, The Vision of Columbus, que lhe deu uma considerável reputação literária e já foi muito lido.

## Especulador de terras
Em 1788, Barlow foi para a França como agente do coronel William Duer e da Scioto Land Company, que havia sido registrada em Paris no ano anterior. Ele deveria vender terras em parte do Território do Noroeste recentemente organizado (esta seção agora está em Ohio) e recrutar imigrantes para novos assentamentos. Parece ter ignorado o caráter fraudulento da empresa, que não detinha os títulos das terras que vendeu e faliu desastrosamente em 1790. Ele havia recrutado anteriormente um grupo de franceses para emigrar para a América. Conhecidos como os 500 franceses, a maioria deles estava entre os fundadores de Gallipolis, Ohio, a segunda cidade europeu-americana mais antiga fundada no novo Território do Noroeste.

## Política francesa e cidadania
Em Paris, Barlow tornou-se um liberal na religião e um republicano avançado na política. Acreditava que "a civilização americana era a civilização mundial" e estava entusiasmado com a causa do republicanismo mundial. Ele se envolveu com a Revolução Francesa, chegando a ser eleito para a Assembleia da França, e obtendo a cidadania francesa em 1792. Embora tenha dedicado sua "Visão de Colombo" a Luís XVI, ele se juntou a oponentes reais para pedir a execução do rei. Barlow ajudou Thomas Paine a publicar a primeira parte de The Age of Reason enquanto Paine estava preso durante o Reinado do Terror na França.
Barlow permaneceu no exterior por vários anos, passando grande parte de seu tempo em Londres. Lá ele foi membro da Sociedade de Informação Constitucional de Londres. Publicou também vários ensaios radicais, incluindo um volume intitulado Conselhos às Ordens Privilegiadas (1792). Este foi censurado pelo governo britânico.

## Diplomacia
Barlow foi nomeado cônsul americano em Argel em 1795-1797, durante o período em que os piratas berberes atacavam os navios dos Estados Unidos e da Europa. Ele usou fundos do Departamento de Estado em subornos e pagamentos de resgates para libertar mais de 100 marinheiros mercantes americanos detidos por piratas. Ajudou a negociar tratados com os estados da Barbária de Argel, Trípoli e Túnis para evitar futuras apreensões de navios americanos. Retornou aos Estados Unidos em 1805, onde residiu na capital nacional em seu casarão, conhecido como Kalorama, hoje nome de bairro do Noroeste de Washington, D.C..
Em 1811, Barlow foi nomeado Ministro dos Estados Unidos para a França; ele cruzou o Atlântico a bordo do USS Constitution. Sua tarefa era negociar o fim do Decreto de Berlim e do Decreto de Milão, bem como obter a liberação de navios e tripulações americanos mantidos pelos franceses durante as guerras napoleônicas. Ele fez amizade e foi servido como cônsul e agente premiado pelo exilado Irlandês Unido David Bailie Warden. Em outubro de 1812, Barlow partiu para Vilnius para negociar um tratado com o ministro das Relações Exteriores da França, que estava baseado na Lituânia para se preparar para a invasão francesa da Rússia. Quando ele chegou, o exército francês já estava em plena retirada de Moscou.
Barlow optou pelo caminho do sul para voltar a Paris, passando por Cracóvia e Viena. Ele adoeceu e morreu de pneumonia em 26 de dezembro de 1812 na vila polonesa de Żarnowiec. Um monumento foi erguido mais tarde para ele lá.

## Poesia
Em 1807, ele publicou o épico Columbiad, uma edição estendida de sua Visão de Colombo. Isso aumentou sua reputação em alguns setores, mas no geral não foi bem recebido. Posteriormente, foi muito ridicularizado.
O poema pelo qual ele é agora mais conhecido é sua simulação heróica The Hasty-Pudding (1793), publicado pela primeira vez na New York Magazine e atualmente um item padrão em antologias literárias. Além disso, Barlow publicou Conspiracy of Kings, a Poem addressed to the Inhabitants of Europe from another Quarter of the Globe (1792). Ele continuou escrevendo ensaios políticos, publicando Political Writings of Joel Barlow (2.ª ed., 1796) e View of the Public Debt, Receipts and Expenditure of the United States (1800). Mas muitas de suas especulações políticas nunca foram além de seus volumosos cadernos, muitos dos quais estão conservados na Biblioteca Houghton de Harvard.
Ele também compôs uma versão satírica do hino nacional britânico "God Save the King", chamado "God Save the Guillotine".

## Pensamento
O historiador William H. Goetzmann descreve Barlow como cosmopolita, junto com Thomas Jefferson, Benjamin Franklin, o engenheiro Robert Fulton e Thomas Paine, os dois últimos dos quais Barlow fez amizade na França. Barlow acreditava que o novo país da América era um modelo de civilização que prefigurava a "união de toda a humanidade em uma religião, uma língua e um todo harmonioso newtoniano" e pensava na "Revolução Americana como a escaramuça inicial de uma revolução mundial em nome dos direitos de toda a humanidade". Um otimista, ele acreditava que o progresso científico e republicano, junto com a religião e o crescente senso de humanidade das pessoas, levariam ao advento do Milênio. Para ele, a civilização americana era a civilização mundial. Ele projetou que esses conceitos se fundiriam em torno da reconstrução do templo em Jerusalém.

## Legado
- Barlow foi pintado por Robert Fulton e John Vanderlyn (1798).[20]
- Barlow, em Ohio é nomeado em sua homenagem.
- Ele foi um dos editores colaboradores da primeira revista agrícola da América, a Agricultural Museum.
- Joel Barlow High School em Redding, Connecticut, é nomeada em sua homenagem.
- Um monumento a ele foi erguido na vila de Żarnowiec, agora na Polônia, onde ele morreu.

## Leituras adicionais
- Bernstein, Samuel. Joel Barlow: a Connecticut Yankee in an age of revolution (1985)
- Brant, Irving. "Joel Barlow, Madison's Stubborn Minister." William and Mary Quarterly, 3.ª série (1958): 438-451.
- Buel, Richard. Joel Barlow: American Citizen in a Revolutionary World (Johns Hopkins University Press; 2011) 448 páginas
- Saxine, Ian (2013). «Review of Hill, Peter P., Joel Barlow: American Diplomat and Nation Builder» (em inglês). H-War, H-Review. p. 271. Consultado em 20 de novembro de 2021
- Woodress, James. A Yankee's Odyssey:the life of Joel Barlow (1958)
- Chisholm, Hugh, ed. (1911). «Barlow, Joel». Encyclopædia Britannica (em inglês) 11.ª ed. Encyclopædia Britannica, Inc. (atualmente em domínio público)
- Pelanda, Brian (9 de outubro de 2010). «Declarations of Cultural Independence: The Nationalistic Imperative Behind the Passage of Early American Copyright Laws, 1783-1787». Rochester, NY. Journal of the Copyright Society of the U.S.A. (em inglês). 58: 431. Consultado em 20 de novembro de 2021